# Спинетта ди Кампофрегозо
Спинетта ди Кампофрегозо (итал. Spinetta Fregoso; Генуя, 1400 — Гави, 1467) — дож Генуэзской республики.

## Биография
Сын Спинетты Кампофрегозо и Бенедетты Дориа, и внук дожа Пьетро ди Кампофрегозо. Несмотря на то, что его отец выполнял роль мэра Бейоглу (Перы), а затем мэра колонии Каффа (Крым), Спинетта провел своё детство и часть юности в Генуе. Продав город Савона герцогу Филиппо Мария Висконти в 1421 году, семья Фрегозо, в том числе Спинетта, отправилась в изгнание. В 1425 году, в период миланского господства в Генуе, Спинетта начал самостоятельно управлять землями в Ла-Специи и заботиться о несовершеннолетних братьях и сестрах.
Лишь с избранием дожем его дяди Томмазо ди Кампофрегозо Спинетта смог вернуться в Геную (1436) вернулся в Геную, где он был наделен различными обязанностями во время войн, которые Генуя вела с миланцами и маркизом Финале, приютившим генуэзских изгнанников. В 1437 году Спинетта был назначен губернатором Ла-Специи и стратегически важных областей Сарцана и Луниджана.
В 1440 году Спинетта на короткое время был переведен в Савону в помощь местному губернатору. В 1441 году он был направлен в Геную, вместе со своим двоюродным братом Лодовико ди Кампофрегозо, для подавления переворота во главе с Баттистой ди Кампофрегозо, братом дожа Томмазо.
Смещение Томмазо с поста дожа в декабре 1442 года и учреждение Правительства из восьми Капитанов Свободы не сказались на положении Спинетты благодаря временному союзу с новым дожем Раффаэле Адорно. Между 1444 и 1445 годами вотчина Спинетты - Сарцана - и прилегающие к ней территории стали была ареной нападений и вторжений из соседних соседей. Разрушение деревень Аркола и Веццано-Лигуре в 1444 году маркизом Антонио Альберико Маласпиной привело к краткосрочной войне, из которой Спинетта вышел победителем. Однако вмешательство дожа Раффаэле Адорно позволило врагам Спинетты собрать силы, и в августе 1445 года тосканские войска Грегорио де Ангиари захватили Авенцу, Каррару и Сарцану. По соглашению от 13 ноября бывшие вассалы Фрегозо присягнули Флоренции. 
В 1447 году военные события привели к назначению двоюродного брата Спинетты Джованни дожем (30 января). В это время Спинетта рассорился с дядей Томмазо, который даже исключил его из завещания.
При Джованни Спинетта получил должность капитана Ла-Специи и управление Каррарой, Авенцей и Монетой по мирному договору с Флоренцией в августе 1448 года. Те же посты он занимал и при своих кузене Лодовико ди Кампофрегозо (1448-1450) и брате умершего Джованни Пьетро ди Кампофрегозо (1450-1458). В июне 1454 года Спинетта был заменен на должности капитана Пандольфо Фрегозо, братом дожа Пьетро, ввиду подозрений в интригах.

## Правление
В Генуе, присягнувшей французскому королю Карлу VII в 1458 году, Спинетта Фрегозо участвовал в народном восстании против французов в феврале 1459 года. Через два года Генуя вернула себе независимость, а смещение дожа Просперо Адорно 17 июля 1461 года открыло Спинетте дорогу к избранию дожем, по согласованию с архиепископом Генуи Паоло ди Кампофрегозо. Но события, которые последовали далее, в том числе вооруженное восстание во главе с двоюродным братом дожа Лодовико ди Кампофрегозо, заставили Спинетту отречься от власти несколько дней спустя (24 июля) в пользу Лодовико. Взамен он получил герцогскую инвеституру на викариатства Ла-Специя и Леванто.
В должности капитан-генерала Республики с мая 1462 года Спинетта присутствовал на встрече в Милане в 1464 году с герцогом Франческо Сфорца вместе с Иблето Фиески и бывшим дожем Просперо Адорно с намерением вернуть Геную под миланское господство. Спинетта даже был избран в тайный совет герцога.
6 января 1467 года Спинетта Фрегозо умер в Гави.

## Личная жизнь
От первого брака с Антонией Маласпина (дочерью маркиза Антонио Альберико ди Фосдиново Маласпина) у Спинетты было три дочери: Лукреция, Полиссена и Антония. Второй раз он женился на Донелле Фиески (дочери Джан Луиджи Фиески), с которой не имел потомства из-за преклонного возраста. У него также был внебрачный сын Антонио, родившийся в 1460 году и впоследствии узаконенный. 